# Securidaca rivinifolia
Securidaca rivinifolia är en jungfrulinsväxtart som beskrevs av A. St.-hil.. Securidaca rivinifolia ingår i släktet Securidaca och familjen jungfrulinsväxter. Inga underarter finns listade i Catalogue of Life.